# Le Port de Trieste (Schiele)
Le Port de Trieste est un tableau du peintre et dessinateur autrichien Egon Schiele réalisé en 1907, à l'âge de 17 ans. 

## Contexte
Fils d'un fonctionnaire des chemins de fer, Schiele pouvait voyager facilement. Il a  beaucoup utilisé cette facilité qui a fait de lui un voyageur passionné. Dès son jeune âge, il a montré un attrait vers des contrées lointaines. Âgé à peine de dix-sept ans, il a entrepris, sans permission, un voyage de deux jours à Trieste avec sa sœur Gertrude, de quatre ans sa cadette. Le tableau est le reflet de ce séjour.

## Histoire
Le Port de Trieste a appartenu à Heinrich Rieger, dentiste juif viennois et collectionneur d'art, assassiné en 1942 à Theresienstadt. Rieger était lié d'amitié avec Schiele et d'autres artistes de la Sécession viennoise. Dans les premières décennies du XXe siècle, il avait constitué une collection d'art de quelque 800 œuvres, dont 50 dessins et plusieurs tableaux de Schiele. Pendant le nazisme, le gouvernement viennois a confisqué ces œuvres.
En 1958, le Land de Styrie, ignorant sa provenance, a acquis Le Port de Trieste au marchand d'art Friedrich Welz de Salzbourg et l'a exposé au musée universel de Joanneum à Graz. Cela a peu attiré l'attention du monde de l'art, alors que l'inventaire de la collection Rieger avait déjà été publié. C'est seulement en 2005 que le musée a découvert l'origine du tableau dans une enquête sur des œuvres d'origine inconnue.
Après sa restitution aux héritiers de Rieger, ceux-ci l'ont vendu aux enchères chez Christie's. Il a été acquis pour plus d'un million de livres par un collectionneur privé.

## Description

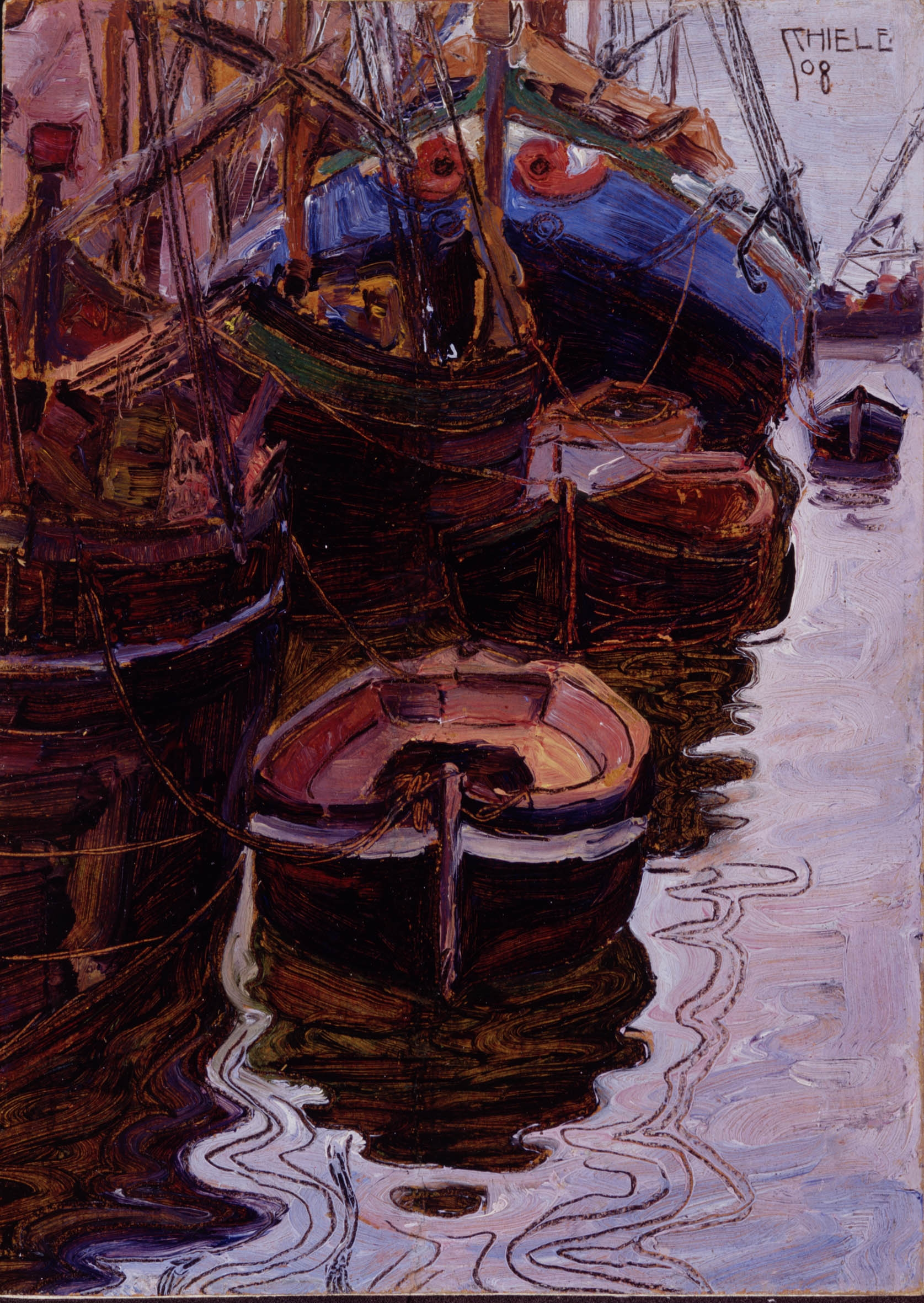
Bateaux dans le port de Trieste, réalisé en 1908 lors d'une visite ultérieure à Trieste.